# De Zilk

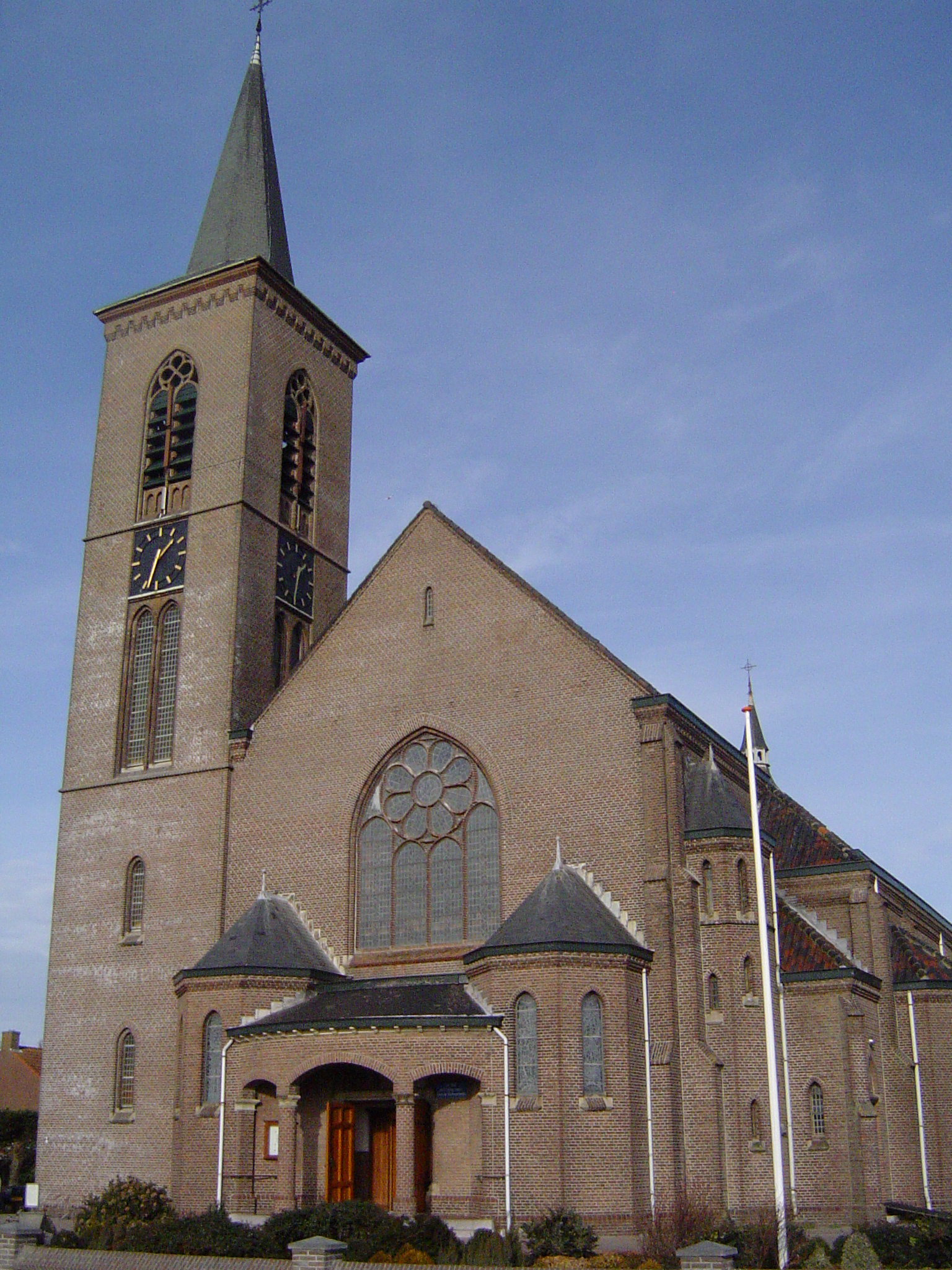
Heilig Hartkerk

De Zilk is een dorp in de Nederlandse gemeente Noordwijk, grenzend aan Hillegom en Vogelenzang. Het dorp telt 2.355 inwoners (1 januari 2023).
Aan de rand van het dorp staat de katholieke Heilig Hartkerk, in 1920 in eenvoudige neogotische stijl gebouwd naar een ontwerp van architect Jos Margry.
Historisch gezien is de belangrijkste economische activiteit de bollenteelt. Vooral de hyacinten, narcissen- en tulpenteelt is een belangrijke bron van inkomsten. De grote bollenkwekers hadden traditioneel hun bedrijf in de 'Kleine Zilk' en de arbeiders woonden in de 'Grote Zilk'.

## Geschiedenis en etymologie
In de oudst voorkomende naam van de plaats is "De Zillic" (1399), waarin drie componenten zijn te onderscheiden: het lidwoord 'De', het voorvoegsel 'Zil' en het achtervoegsel 'lic'.
Gedurende de ijstijd onttrokken de gletsjers veel water aan de oceanen, waarbij de Noordzee geheel was drooggevallen. Door de invloed van hogere temperaturen smolten de gletsjers en nam het water weer bezit van de Noordzee. Door de wisselwerking van wind, water en zand ontstond de eerste strandwal op de lijn Sassenheim, Lisse, Hillegom. Bij De Zilk ontstond een kleine strandwal op de lijn Zilkerbinnenweg, Zilkerduinweg. Westelijk daarvan vormden zich zeer brede strandwallen, die uiteindelijk leidden tot een aaneengesloten, uit duinen bestaande kuststrook.
Omstreeks 2000 voor Chr. had de zee bij de riviermonding bij Katwijk vrij toegang tot het lager gelegen gebied tussen de duinen. Bij vloed liep dit gehele gebied onder water. Er was een grote kwelder die zich uitstrekte voorbij De Zilk. De lager gelegen gronden ten westen van de zogenaamde 'Kleine Zilk' hebben eeuwenlang een kleine kwelder gevormd, tot het moment dat de opening bij Katwijk grotendeels gesloten was en het zeewater niet langer toegang had tot de kwelders. Daarna heeft het overblijvende zeewater zich verzameld op de laagst gelegen plaatsen. Ook in De Zilk is sprake geweest van een natuurlijke watering. Het achtergebleven zeewater kreeg na verloop van tijd een lager zoutgehalte en is brak, ofwel zilt, water geworden. Het is goed denkbaar dat het voorvoegsel 'Zil' afgeleid is van dit zilte water. Het achtervoegsel 'lic' zal betrekking hebben op watering. Ook wel 'leeck' of 'leek' genoemd. Een leek is een natuurlijke waterloop. De Zilk betekent dan: 'de zilte leek'.

## Politiek en bestuur
Tot en met 2018 behoorde het dorp tot de gemeente Noordwijkerhout. Vanaf 1 januari 2019 fuseerde het met de gemeente Noordwijk tot de nieuwe gemeente Noordwijk. De Zilk ligt aan de rand van de gemeente en is het meest noordelijk gelegen dorp. De raadsvergaderingen worden wel gehouden in De Zilk, namelijk in centrum 'De Duinpan'. Deze locatie is overigens tijdelijk, want nieuwe locaties in Noordwijkerhout en Noordwijk zijn op het oog. Er wordt door de gemeente Noordwijk vervoer geregeld voor inwoners die de raadsvergaderingen in 'De Duinpan' willen bijwonen.

## Sport
De Zilk heeft amateurvoetbalvereniging VV Van Nispen & Tennisvereniging Van Nispen.

## Jeugdwerk
De Zilk heeft een jeugdwerk dat activiteiten organiseert voor jeugd uit De Zilk en omstreken. Jeugdwerk De Zilk wordt gerund door een heel aantal vrijwilligers. Ook zijn er elke week activiteiten met meiden van groep 3 t/m 5 (De Rakkers) en meiden van groep 6 t/m 8 (De Zwervers). Tijdens de opkomsten doen ze leuke activiteiten, van speurtochten tot knutselprojectjes. Voor de jongens was er altijd De Bikkels, maar wegens tekort aan leden is dit stop gezet.

## Mozaïek
De Zilk heeft een actief dorps- en verenigingsleven. In april liggen vele mozaïeken langs de wegen gemaakt van hyacintenbloemen. De werkstukken worden beoordeeld door een jury en er zijn prijzen te verdienen. In het mozaïekweekend wordt op zondag de publieksprijs bekendgemaakt. Deze activiteit wordt, net als de festiviteiten rond 27 april en de kermis in de laatste week van augustus, georganiseerd door de stichting Feestcommissie De Zilk.

## Carnaval
Opvallend is het grote belang van de viering van het carnaval. Carnavalsvereniging De Duinknijnen (zonder o) organiseert dit feest. Maanden van tevoren zijn bouwploegen bezig met het vormgeven van de prinswagen en jeugdprinswagen.

## Stroperij
De naam Duinknijnen refereert aan de naam die de Zilkers hadden als stropers van konijnen. Door te stropen wisten de bewoners van dit Zuid-Hollandse dorp hun inkomen en vleesvoorraad wat aan te vullen.